# Weihai
Weihai (chiń. 威海; pinyin Wēihǎi) – miasto o statusie prefektury miejskiej we wschodnich Chinach, w prowincji Szantung, nad Morzem Żółtym. W 2010 roku liczba mieszkańców miasta wynosiła 174 648. Prefektura miejska w 1999 roku liczyła 2 462 245 mieszkańców. Ośrodek przemysłu maszynowego, włókienniczego, spożywczego i odzieżowego. Liczne ośrodki sanatoryjno-wypoczynkowe. Miasto posiada kilka portów handlowych i rybackich oraz międzynarodowy port lotniczy. Stolica rzymskokatolickiej prefektury apostolskiej Weihai.
Przed 1949 rokiem miasto nosiło nazwę Weihaiwei (chiń. upr. 威海卫; chiń. trad. 威海衛; pinyin Wēihǎiwèi).

## Historia
W końcu XIX w. Weihaiwei stało się główną bazą Floty Beiyang, tworzonej od lat 1880. przez Li Hongzhanga. W 1889 zbudowano tam stację węglową, port remontowy, szpital i założono jedną z pierwszych w Chinach akademii morskich. Mimo silnych umocnień, w czasie I wojny chińsko-japońskiej 2 lutego 1895 zdobyte przez Japończyków. 16 lutego kapitulowała flota Beiyang i forty pozostające jeszcze pod chińską kontrolą.
Weihaiwei pozostawało w rękach japońskich do lutego 1898 jako „zastaw”, dopóki Pekin nie wypłacił Japonii ustalonych przez traktat z Shimonoseki kontrybucji wojennych, by w marcu tego roku przejść pod panowanie brytyjskie. Weihaiwei było koncesją brytyjską do 1930 roku, kiedy to zwrócono je Chinom.

## Miasta partnerskie
- Cheltenham, Wielka Brytania
- Ube, Japonia
- Santa Barbara, Stany Zjednoczone
- Yeosu, Korea Południowa
- Soczi, Rosja
- Biella, Włochy
- Timaru, Nowa Zelandia
- Brazzaville, Kongo